# Austrobuxus mandjelicus
Austrobuxus mandjelicus là một loài thực vật có hoa trong họ Picrodendraceae. Loài này được McPherson mô tả khoa học đầu tiên năm 1984.